# Alice Bota

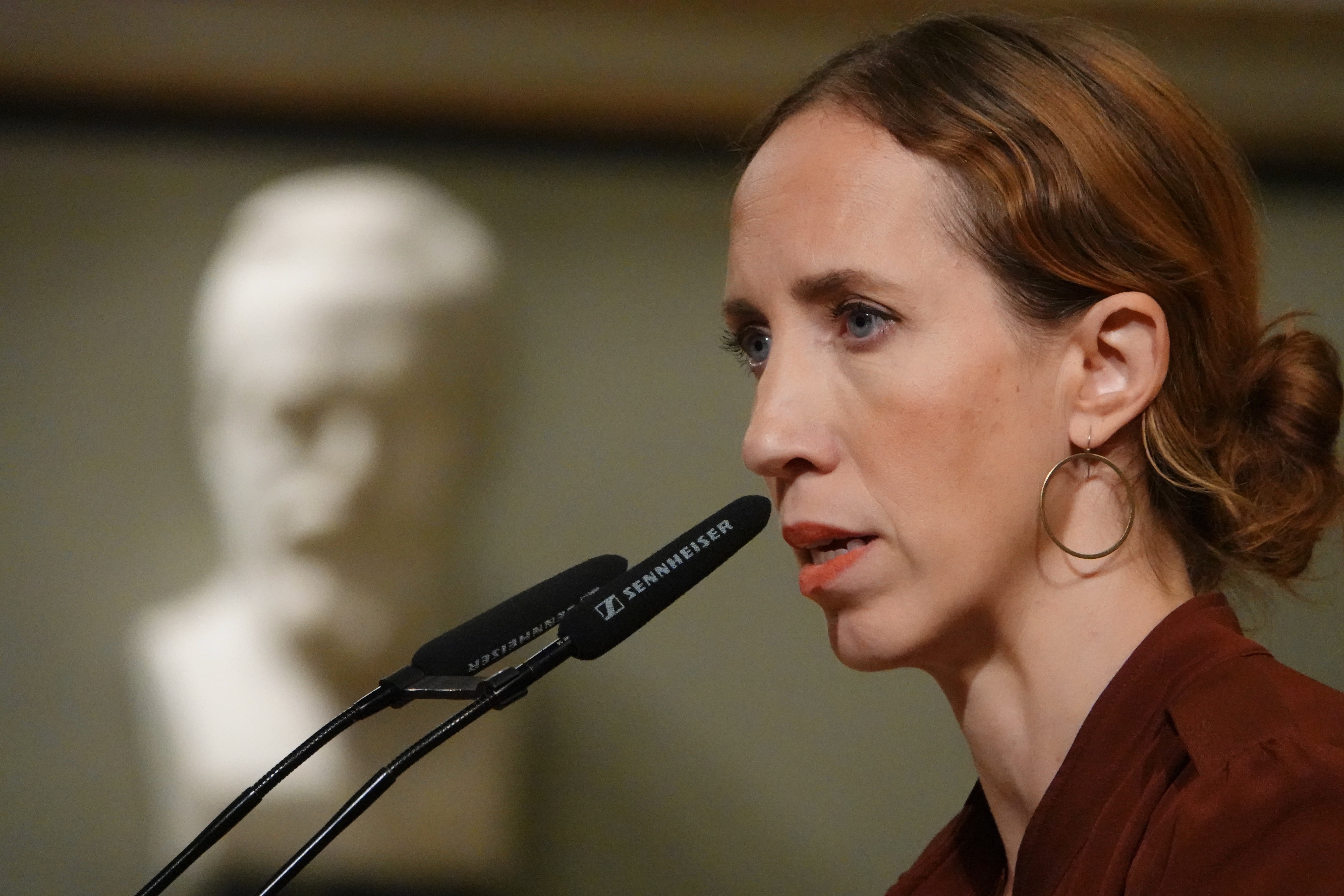
Alice Bota 2024

Alice Bota (* 15. Dezember 1979 als Alicja Bota in Krapkowice, Polen) ist eine deutsche Journalistin und Autorin.

## Leben und Wirken
Bota verbrachte ihre frühe Kindheit in Oberschlesien und wanderte 1988 mit ihrer Familie aus Polen nach Deutschland aus, wo diese sich in Hamburg niederließ. Nach dem Abitur 1999 am Gymnasium in Pinneberg studierte sie an der Christian-Albrechts-Universität zu Kiel zunächst Neuere Deutsche Literatur, Politikwissenschaft und Soziologie. Mit einem Stipendium ging sie 2001 nach Polen, um an der Adam-Mickiewicz-Universität in Posen Internationale Beziehungen zu studieren. Ihr Studium der Literatur- und Politikwissenschaft setzte sie in Berlin und Potsdam fort. Ihre Magisterarbeit schrieb sie teilweise in Warschau.
2005 ging sie an die Deutsche Journalistenschule in München. Während ihrer Zeit an dieser Schule machte Bota unter anderem ein Praktikum bei der  Wochenzeitung Die Zeit, wo sie seit 2007 als Politikredakteurin tätig ist. Zu ihren Schwerpunkten gehört die Berichterstattung über Ostmittel- und Osteuropa. Für die Tagesschau berichtet sie als Zeit-Korrespondentin aus der Ukraine. Sie war mehrmals zu Gast bei der Polit-Talkshow Presseclub.
Bota lebt in Hamburg.

## Buchveröffentlichungen
2012 veröffentlichte Bota zusammen mit ihren Kolleginnen Khuê Phạm und Özlem Topçu das Buch Wir neuen Deutschen. In Spiegel Online schrieb Anna Reimann, das Buch sei „keine gefühlige Beschreibung der Suche nach Heimat“, sondern „ein von großer Ernsthaftigkeit aber niemals von Selbstmitleid getragener Bericht über deutsche Leben, die sich immer noch nicht wie solche anfühlen“ dürften. Die Autorinnen stellten die Motivation für das Buch unter dem Thema „Unsere Eltern sind Ausländer, wir nicht. Wir sind die neuen Deutschen. Aber was heißt das?“ vor.
2021 veröffentlichte Bota das Buch Die Frauen von Belarus. Das Buch befasst sich neben Maryja Kalesnikawa, Weranika Zepkala und Swjatlana Zichanouskaja mit anderen Frauen während der Proteste in Belarus ab 2020 nach dem Wahlbetrug in der Präsidentschaftswahl 2020. Sie zeichnete dabei das weibliche, wenn auch nicht notwendigerweise feministische Gesicht der Proteste nach. Die Protestbewegung bewegte Bota mehr als andere postsowjetische Bewegungen, über die sie berichtete. Das Buch wurde in der taz als „keine einfache Lektüre. Aber sie ist zwingend notwendig“ beurteilt. Reinhard Veser schrieb für die Frankfurter Allgemeine Zeitung über das Buch:

„Die belarussischen Proteste werden gerne auch als weibliche Emanzipationsbewegung, als Selbstermächtigung von Frauen in einer patriarchalen Gesellschaft beschrieben. Die große Stärke von Alice Botas Buch ist, dass sie nicht bei dieser naheliegenden Darstellung stehen bleibt, sondern genau hinschaut.“

Bota beschreibe die Gesellschaft aus dezidiert feministischer Sicht, lasse sich dabei aber hierdurch nicht davon abhalten, neugierig tiefer zu blicken. Es gelinge ihr ein plastisches Bild der dortigen Gesellschaft und der Protestbewegung zu zeichnen. Die Frauen von Belarus wurde in die Endauswahl für die Verleihung des Deutschen Sachbuchpreises 2022 der Stiftung Buchkultur und Leseförderung des Börsenvereins des Deutschen Buchhandels aufgenommen.

## Publikationen
- Die Frauen von Belarus. Von Revolution, Mut und dem Drang nach Freiheit. Berlin Verlag, Berlin 2021, ISBN 978-3-8270-1442-9.[13]
- Wir neuen Deutschen. Wer wir sind, was wir wollen. Rowohlt Verlag, Reinbek 2012, ISBN 978-3-4980-0673-0 (mit Khuê Pham und Özlem Topçu).

## Auszeichnungen und Nominierungen
- Für den Artikel „Wo Geburt und Tod sich treffen“:[14]
  - Axel-Springer-Preis 2009[2]
- Für den Artikel „Ivan, der Anpasser“[15]
  - Nominierung für den Nannen Preis 2009 in der Kategorie „Dokumentation“[16]
- Für ihre Reportagen „Ein Staat zerfällt“, „Schaut, was sie getan haben“ und „In der Republik der Lügen“ in der Zeit, für die sie sich unter die prorussischen Demonstranten in der Ukraine gemischt hatte:
  - Nominierung für den Liberty Award 2015.[17]
- Für den Beitrag „Der mächtigste Preis der Welt“[18]
  - Deutscher Journalistenpreis Wirtschaft | Börse | Finanzen (djp) 2016 im Fachbereich „Offenes Thema“[19]
- Für den Beitrag „Dieser Mann will ins Gefängnis“[20]
  - n-ost-Reportagepreis 2017 in der Kategorie „Text“[21]
  - Nominierung für den Deutschen Reporterpreis 2016 in der Kategorie „Beste Reportage“[22]